# Australian Journal of Botany
Australian Journal of Botany —  австралійський ботанічний журнал для публікації результатів наукових досліджень у різних галузях науки про рослини.

## Історія
Журнал заснований в 1953 році. На початок 2010 року було опубліковано 58 томів. Коефіцієнт впливовості (імпакт-фактор) дорівнює 1.459.
У журналі публікуються результати наукових досліджень в різних галузях науки про рослини, по екології та екофізіології, охороні природи та біорізноманіття, біології лісів та їх збереженню, клітинній та молекулярній біології, палеоботаніці, генетиці, мікології та патології рослин.
Головний редактор Bob Hill [Архівовано 28 травня 2010 у Wayback Machine.], професор University of Adelaide (Австралія).

## Реферування і індексування
Журнал реферується і індексується в: ABOA/Streamline, AGRICOLA, Elsevier BIOBASE, BIOSIS, CAB Abstracts, Chemical Abstracts, Current Contents (Agriculture, Biology & Environmental Sciences), Reference Update, Science Citation Index, Scopus і TEEAL.

#### Ресурси Інтернету
- http://www.publish.csiro.au/nid/65.htm [Архівовано 24 квітня 2012 у WebCite]